# Katherine Langford
Katherine Langford (Perth, 1996. április 29.–) Golden Globe-díjra jelölt ausztrál filmszínésznő. 
A 13 okom volt (2017) című Netflix-sorozat hozta meg számára a népszerűséget.

## Élete és pályafutása
A Perth Modern School-ba járt. Kezdetben úszóként volt sikeres. További tanulmányait a National Institute of Dramatic Art-nál Sydneyben és a perthi Principal Academy of Performing Arts-nál folytatta. Mesteriskoláját Glasgowban végezte a Royal Conservatoire of Scotlandnál. 
A 2016-os cannes-i fesztiválon mutatkozott be a Daughter című rövidfilmben. Nagyobb ismertséget a 13 okom volt (2017) című Netflix-sorozattal szerzett. A főszereplő Hannah Baker megformálásáért Golden Globe-díjra jelölték.

## Filmográfia

### Film
| Év   | Magyar cím         | Eredeti cím   | Szerep       | Magyar hang   |
| ---- | ------------------ | ------------- | ------------ | ------------- |
| 2018 | Kszi, Simon        | Love, Simon   | Leah Burke   | Pekár Adrienn |
| 2018 |                    | The Misguided | Vesna        |               |
| 2019 | Tőrbe ejtve        | Knives Out    | Meg Thrombey | Lamboni Anna  |
| 2020 | Kirobbanó szerelem | Spontaneous   | Mara Carlyle |               |

### Televízió
| Év      | Magyar cím       | Eredeti cím    | Szerep          | Megjegyzések                                                                         |
| ------- | ---------------- | -------------- | --------------- | ------------------------------------------------------------------------------------ |
| 2017–18 | 13 okom volt     | 13 Reasons Why | Hannah Baker    | - főszereplő (1–2. évad) - mellékszereplő (4. évad) - magyar hangja: - Laudon Andrea |
| 2018    | Robotcsirke      | Robot Chicken  | Steffy (hangja) | 1 epizód                                                                             |
| 2020    | Cursed: Átkozott | Cursed         | Nimue           | - főszereplő (10 epizód) - magyar hangja: - Nagy Katica                              |
| 2022    |                  | Savage River   | Miki Anderson   | főszereplő (6 epizód)                                                                |